# Marwin Pita
Marwin Pita (n. Portoviejo, Ecuador; 17 de abril de 1985) es un futbolista ecuatoriano. Juega de enganche o mediocampista central y su actual equipo es Peñarol de la Segunda Categoría de Ecuador.

## Trayectoria

### Liga Deportiva Universitaria
Marwin Jonathan Pita Mora, debutó en el fútbol profesional en el 2003 con el club Liga Deportiva Universitaria, equipo en el cual realizó las categorías formativas. 

### Macará
En 2005 es cedido al Macará de la ciudad de Ambato. Con el club "celeste" obtuvo el título de campeón de la Serie B de Ecuador siendo el goleador del torneo con 13 anotaciones. 

### El Nacional
En 2008 ficha por El Nacional de Quito, donde varias campañas fue un jugador muy destacado, siendo reconocido por haber marcado varios goles de larga distancia y pelota parada, inclusive goles de la media cancha.

### Mushuc Runa
En 2015 pasa a Mushuc Runa.

### Clan Juvenil
En la temporada 2017 es fichado por Clan Juvenil.

## Estadísticas
- Actualizado el 29 de abril de 2022.

### Clubes
| Liga Deportiva Universitaria · Ecuador                                       | 2003          | 1   | 0  | - | - | 0 | 0 | 1   | 0  |
| Liga Deportiva Universitaria · Ecuador                                       | 2004          | 1   | 0  | - | - | 0 | 0 | 1   | 0  |
| Liga Deportiva Universitaria · Ecuador                                       | 2005          | 1   | 0  | - | - | 0 | 0 | 1   | 0  |
| Liga Deportiva Universitaria · Ecuador                                       | Total club    | 3   | 0  | - | - | 0 | 0 | 3   | 0  |
| Macará · Ecuador                                                             | 2005          | 21  | 13 | - | - | - | - | 21  | 13 |
| Macará · Ecuador                                                             | 2006          | 25  | 7  | - | - | - | - | 25  | 7  |
| Macará · Ecuador                                                             | 2007          | 25  | 7  | - | - | - | - | 25  | 7  |
| Macará · Ecuador                                                             | Total club    | 71  | 27 | - | - | - | - | 71  | 27 |
| El Nacional · Ecuador                                                        | 2008          | 30  | 3  | - | - | - | - | 30  | 3  |
| El Nacional · Ecuador                                                        | 2009          | 34  | 7  | - | - | 2 | 1 | 36  | 8  |
| El Nacional · Ecuador                                                        | 2010          | 38  | 3  | - | - | - | - | 38  | 3  |
| El Nacional · Ecuador                                                        | 2011          | 46  | 5  | - | - | - | - | 46  | 5  |
| El Nacional · Ecuador                                                        | 2012          | 30  | 3  | - | - | 2 | 0 | 32  | 3  |
| El Nacional · Ecuador                                                        | 2013          | 43  | 8  | - | - | - | - | 43  | 8  |
| El Nacional · Ecuador                                                        | 2014          | 40  | 4  | - | - | - | - | 40  | 4  |
| El Nacional · Ecuador                                                        | Total club    | 261 | 33 | - | - | 4 | 1 | 265 | 34 |
| Mushuc Runa · Ecuador                                                        | 2015          | 37  | 5  | - | - | - | - | 37  | 5  |
| Mushuc Runa · Ecuador                                                        | 2016          | 31  | 3  | - | - | - | - | 31  | 3  |
| Mushuc Runa · Ecuador                                                        | Total club    | 68  | 8  | - | - | - | - | 68  | 8  |
| Clan Juvenil · Ecuador                                                       | 2017          | 28  | 1  | - | - | - | - | 28  | 1  |
| Clan Juvenil · Ecuador                                                       | Total club    | 28  | 1  | - | - | - | - | 28  | 1  |
| Liga de Portoviejo · Ecuador                                                 | 2019          | 3   | 0  | 1 | 0 | - | - | 4   | 0  |
| Liga de Portoviejo · Ecuador                                                 | Total club    | 3   | 0  | 1 | 0 | - | - | 4   | 0  |
| Sonorama · Ecuador                                                           | 2021          | 8   | 2  | 0 | 0 | - | - | 8   | 2  |
| Sonorama · Ecuador                                                           | Total club    | 8   | 2  | 0 | 0 | - | - | 8   | 2  |
| Peñarol · Ecuador                                                            | 2022          | 0   | 0  | 0 | 0 | - | - | 0   | 0  |
| Peñarol · Ecuador                                                            | Total club    | 0   | 0  | 0 | 0 | - | - | 0   | 0  |
| Total carrera                                                                | Total carrera | 442 | 71 | 1 | 0 | 4 | 1 | 447 | 72 |
| (1) Incluye datos de la Copa Libertadores, Copa Sudamericana y Copa Ecuador. |               |     |    |   |   |   |   |     |    |

## Palmarés

### Títulos nacionales
| Título  | Club          | País    | Año  |
| ------- | ------------- | ------- | ---- |
| Serie A | Liga de Quito | Ecuador | 2003 |
| Serie B | Macará        | Ecuador | 2005 |

### Distinciones individuales
| Distinción                        | Año  |
| --------------------------------- | ---- |
| Goleador de la Serie B de Ecuador | 2005 |